# University Club Tower (Tulsa)
University Club Tower es un edificio residencial de gran altura en la ciudad de Tulsa, en el estado de Oklahoma (Estados Unidos). El edificio se eleva a 115 metros (m). Tiene 32 pisos y se completó en 1966. La University Club Tower actualmente se erige como el octavo edificio más alto de la ciudad y el decimocuarto edificio más alto del estado de Oklahoma. Actualmente también se erige como el edificio residencial más alto de Tulsa y Oklahoma. El edificio circular, marcado por planos inusuales que rodean su núcleo central, fue el primer edificio importante en los Estados Unidos diseñado con una computadora. Fue diseñado por el estudio Butz-Piland Architects.